# Alejandro Tous
Alejandro García Tous (Alicante, España; 13 de septiembre de 1976) es un actor español conocido por interpretar a Álvaro Aguilar en Yo soy Bea. Es hermano de Ángel Tous, exconcursante de Gran Hermano 2.

## Biografía
Tiene una hermana, Beatriz. Es hermano gemelo del concursante de Gran Hermano 2, Ángel, quien estuvo casado con Sabrina, la ganadora de la segunda edición de Gran Hermano.
Quería ser veterinario pero no le llegó la nota de selectividad, así que se fue para bombero y de ello estaba opositando hasta que decidió estudiar Arte Dramático en el taller de Teatro Universitario de su ciudad natal.
Trabajó también como camarero, ya que sus padres tenían un negocio hostelero.
En 2006, creó junto a Ruth Núñez, Producciones Teatrales DITU. Actualmente, combina televisión, cine y teatro.
En 2007, fue el pregonero de las Hogueras de San Juan, fiesta oficial de Alicante, su tierra natal.

## Vida personal
En 2006, comenzó una relación con su compañera de reparto, la actriz Ruth Núñez, a la que conoció en el serial Yo soy Bea, y con quién en marzo de 2016 contrajo matrimonio en una ceremonia íntima y conocida por sus más allegados en Colombia. En 2018 la pareja puso fin a su relación.[cita requerida]

## Trayectoria

### Largometrajes
- Estándar   (2020) The loverdose
- The Loverdose (2020) Angel
- Faraday, de Norberto Ramos del Val (2013) ... Minervo
- Working Progres (Little Secret Film), de Roland de Middel (2013)... Ale
- Ni pies ni cabeza, de Antonio del Real (2011) .... Castro
- Carne cruda, de Tirso Calero (2010) .... Andrés
- Miss Tacuarembó, de Martín Sastre (2010) .... Padre Clever
- Inertes, de Eusebio Pastrana (2009)... Carlos
- Los fantasmas de Goya, de Miloš Forman (2006).
- Spinnin': 6000 millones de personas diferentes, de Eusebio Pastrana (2006) .... Gárate
- Hable con ella, de Pedro Almodóvar (2002) .... Guardia Carcelario
- Tiempos de azúcar, de Juan Luis Iborra (2001) .... Figuración
- Son de mar, de Bigas Luna (2001) .... Figuración
- V.O., de Antonia San Juan (2001) .... Figuración y Técnico

### Cortometrajes
- Mars, de Andrés Grueiro (2015) ... Personaje por determinar
- pepe, de Olga Alamán (2015) ... Ex2
- La puerta secreta de Carlos, de Andrés Grueiro (2014) ... Personaje Secundario
- Rhodéa, de Santiago Requejo (2010) .... Edward
- Laboro,as, de Coral Igualador (2009).
- X y Z, de Jaime Marqués Olarreaga, de Jesús Prieto (2008)
- Habitación en alquiler, de María Isabel Dorante (2006) .... Vidal
- Ropa ajustada, de Antonio Ramón (2006).
- Adivina quien viene a comer, de Gregorio Veguillas (2004)
- Maxicosi Speed, de I.O.R.T.V.E. (2004)
- Somewhere, de Gregorio Veguillas (2003)
- Miedo, de Antonio Ramón (2002)
- Tauromaquia, de Pablo H. Smith (2001–2002)
- Es lo que hay, de Antonio Ramón (2000)

### Televisión
| Año             | Título                | Personaje              | Cadena         | Notas         |
| --------------- | --------------------- | ---------------------- | -------------- | ------------- |
| 2004            | Hospital Central      | Fede                   | Telecinco      | 1 episodio    |
| 2005            | Lobos                 | Dani                   | Antena 3       | 1 episodio    |
| 2005            | Un paso adelante      | Alberto                | Antena 3       | 1 episodio    |
| 2005            | Los Serrano           | Alfonso Enríquez       | Telecinco      | 4 episodios   |
| 2005            | Siete vidas           | Ex de Vero             | Telecinco      | 1 episodio    |
| 2005            | El pasado es mañana   | Óscar                  | Telecinco      | 1 episodio    |
| 2005            | Negocis de familia    | Ángel Payá             | Canal Nou      | 255 episodios |
| 2006            | Mis adorables vecinos | Inspector              | Antena 3       | 3 episodios   |
| 2006 - 2008     | Yo soy Bea            | Álvaro Aguilar Velasco | Telecinco      | 477 episodios |
| 2009            | Cuestión de sexo      | Mario Calderón         | Cuatro         | 10 episodios  |
| 2011            | Mentes en shock       | León Robles            | Fox            | 13 episodios  |
| 2013            | Aída                  | Marcos Zúñiga          | Telecinco      | 1 episodio    |
| 2014            | El clavo de oro       | Sargento Guardia Civil |                | TV Movie      |
| 2014            | B&B, de boca en boca  | Alberto                | Telecinco      | 1 episodio    |
| 2016            | Olmos y Robles        | Mario Buendia          | La 1           | 1 episodio    |
| 2019; 2021      | Vida perfecta         | Álex                   | Movistar Plus+ | 4 episodios   |
| 2020            | Servir y proteger     | Jorge Vinalesa         | La 1           | 5 episodios   |
| 2022            | La noche más larga    | Preso                  | Netflix        | 6 episodios   |
| 2023 - presente | L'Alqueria Blanca     | Ramón Guarner          | À Punt         | ¿? episodios  |

### Teatro
- La Telaraña de Aghata Christie, dirigido por César Lucendo (2019).Personaje:Jeremy Warrender
- Alguien voló sobre el nido del cuco, dirigido por Jaroslaw Bielski (2018). Protagonista
- Cabaret, musical dirigido por Jaime Azpilicueta. Gira española 2016/2017. Personaje: Cliff Bradshaw
- Espacio, de David Marqués, una producción de Niños Malos con Nerea Garmendia, Andoni Agirregomezkorta y Miriam Benoit (2015).
- De fuera vendrá, de Agustín Moreto Dirigida por Ángel G.ª Suárez (2014). Personaje: Capitán Lisardo.
- La pausa de mediodía, de Neil LaBute, dirigida por José Troncoso (2013) / (2015), con Ruth Núñez y Miguel Esteve / José Troncoso... Juan García
- El tiempo y los Conway, de J. B. Priestley. Producciones Pérez de la Fuente (2011-2012) .... Alan Conway
- Romeo y Julieta, de William Shakespeare. Dirigida por Will Keen (2009) .... Romeo
- La máquina de Hamlet, de Heiner Müller. Dirigida por Miguel Ponce (2007)...Hamlet
- Con Cara de Gol en Contra, Miguel Ponce (2005)... Alfredo
- El huésped del sevillano, Gustavo Tambascio (2004) ...Varios
- Macbeth, Gerardo Vera (2004) .... Varios
- L´upupa, Dieter Dorn (2004) .... Varios
- El dúo de La africana, Juanjo Granda (2003) .... Figuración
- Los chicos de la banda, Pedro G. de las Heras (2003) .... Edu
- Por qué no, Juan Luis Mira (2001)

### Lectura dramatizada
- Un corte a su medida, de Javier García Teba con Manuel Galiana y Alejandro Navamuel (2014). Personaje: Peluquero.

### Presentador
- Magia por Benín (2014): Gala benéfica
- PuntoDoc (2008)
- Premios principales (2007)

### Docencia
A partir del curso 2013/14 es miembro del profesorado en la Universidad de Alicante para el Título de Experto de Arte Dramático Aplicado (TEADA).

### Videoclips
- No voy a cambiar de la cantante Malú, canción perteneciente al disco Desafío (2007).
- Mil noches y una más de la cantante Gisela, canción perteneciente al disco Parte de mí (2002).

## Premios
- LESGAICINEMAD´07 "MEJOR ACTOR"
- IDEM´07 "MEJOR ACTOR